# Lethrus antovae
Lethrus antovae är en skalbaggsart som beskrevs av Medvedev 1957. Lethrus antovae ingår i släktet Lethrus och familjen tordyvlar. Inga underarter finns listade i Catalogue of Life.